# Высшеольчедаев
Высшеольчеда́ев (укр. Вищеольчедаїв) — село в Мурованокуриловецком районе Винницкой области Украины.

## История
Село являлось центром Кутюжанской волости Могилевского уезда Подольской губернии Российской империи.
В ходе Великой Отечественной войны в 1941—1944 гг. было оккупировано немецко-румынскими войсками.
Население по переписи 2001 года составляет 2236 человек.

## Религия
В селе действует Свято-Покровский храм Мурованокуриловецкого благочиния Могилёв-Подольской епархии Украинской православной церкви.

## Адрес местного совета
23432, Винницкая область, Мурованокуриловецкий р-н, с. Высшеольчедаев, ул. Ленина, 2